# Афганистан на летних Олимпийских играх 1948
Афганистан принимал участие в Летних Олимпийских играх 1948 года в Лондоне (Великобритания) во второй раз за свою историю, но не завоевал ни одной медали.
Страну представлял 31 человек, в том числе мужские команды по хоккею на траве и футболу. Это самое большое количество спортсменов, которых Афганистан когда-либо отправлял на летние Олимпийские игры.

## Футбол
Футбольный турнир для афганской сборной начался 26 июля на брайтонском стадионе Goldstone Ground с матча предварительного раунда против сборной Люксембурга, в котором Афганистан проиграл со счётом 6:0. Это привело к тому, что Афганистан не прошёл в первый раунд турнира.

## Хоккей на траве
Из трёх матчей группового этапа сборная Афганистана по хоккею на траве выиграла 1 матч, сыграла вничью 1 и проиграла 1 матч, в результате чего заняла третье место из четырёх соревнующихся команд с суммой 3 очков.
Афганистан начал свой первый из трёх матчей группового этапа 3 августа, который закончился победой над США со счётом 2:0.
5 августа сборная Афганистана сыграла вничью с со сборной Швейцарии 1:1, на последней минуте гол забил нападающий Бахтеяр Гулам Мангал.
В заключительном групповом матче 7 августа Афганистан встретился с Великобританией, игравшей на своём поле, Афганистан пропустил 8 мячей, а сам не забил. Таким образом, Афганистан не прошёл в полуфинал, заняв третье место в группе B.